# Marseille Floorball
Maillots
Le Marseille Floorball est un club de floorball créé en 2002. Son équipe première, les Rascasses de Marseille, évolue en Championnat de France de floorball D1.

## Histoire
Le club marseillais créé en 2002 fait partie des clubs pionniers du floorball en France avec IFK Paris et "les Canonniers" de Nantes Floorball. Marseille Floorball évoluera en D1 jusqu'à la fin de la saison 2012-2013 et remporta durant ce laps de temps deux titres de champions (2005, 2006) et fut deux fois vice-champion de France (2007, 2009). Cependant le club ne put pas lors de la saison 2013-2014 à cause d'un manque d'effectif. Marseille Floorball se reforma en fin de saison 2013-2014 sous l'impulsion de son nouveau président. Ce nouveau départ s'effectua en deuxième division dans la poule Sud-Est, avec un effectif de jeunes débutants. Les Rascasses ont attaqué la saison 2014-2015 sans réelles certitudes mais grâce à ses qualités Marseille atteignit les demi-finales des playoffs de deuxième division. Marseille Floorball reprend la saison 2015-2016 en D2.

## Palmarès

### Championnat de France de Floorball D1
- Champion (2) : 2005 et 2006
- Vice-Champion (2) : 2007 et 2009

### Championnat de France de Floorball D2
- Troisième en 2014/2015
- Champion en 2015/20116

### Tournois
- Troisième du Trophée des Alpes : 2015/2016

## Records individuels
- Plus de matchs joués :
  1. KERNACKER Guillaume (70)
  2. EL KADMIRI Youness (69)
  3. RUSSO-MENDOZA Manaure (68)
- Meilleur Pointeur :
  1. RUSSO-MENDOZA Manaure (179)
  2. EL KADMIRI Youness (119)
  3. KERNACKER Vincent (55)
- Meilleur Buteur :
  1. RUSSO-MENDOZA Manaure (109)
  2. EL KADMIRI Youness (78)
  3. KERNACKER Vincent (28)
- Meilleur Passeur :
  1. RUSSO-MENDOZA Manaure (70)
  2. EL KADMIRI Youness (41)
  3. KERNACKER Vincent (27)
- Plus de minutes de pénalités:
  1. KERNACKER Guillaume (83)
  2. EL KADMIRI Youness (30)
  3. KERNACKER Vincent (22)

## Records Collectifs
- Victoires avec la plus grande différence de buts :
  1. Les Canonniers de Nantes 0-15 Les Rascasses de Marseille (2005-2006)
  2. Les Rascasses de Marseille 13-0 Les Canonniers de Nantes (2005-2006)
  3. Les Gladiateurs d'Orléans 1-13 Les Rascasses de Marseille (2007-2008)
- Défaites avec la plus grande différence de buts :
  1. Phoenix de Wasquehal 18-2 Les Rascasses de Marseille (2012-2013)
  2. Les Rascasses de Marseille 1-14 IFK Paris (2009-2010)
  3. IFK Paris 10-2 Les Rascasses de Marseille (2010-2011)

## Effectif Actuel
| No    | Nom                  | Nat. | Position  | Arrivée |
| ----- | -------------------- | ---- | --------- | ------- |
| +001, | Elie Marchand        |      | Gardien   | 2014    |
| +007, | Alexis Pujo          |      | Défenseur | 2014    |
| +015, | Peter Lundstrom      |      | Défenseur | 2015    |
| +099, | Lionel De la Iglesia |      | Défenseur | 2010    |
| +012, | Kevin Molard         |      | Défenseur | 2014    |
| +009, | Vincent Kernacker    |      | Centre    | 2007    |
| +002, | Youness El Kadmiri   |      | Centre    | 2004    |
| +006, | Lucas Muller         |      | Centre    | 2014    |
| +010, | Florent Cat          |      | Ailier    | 2014    |
| +033, | Tristan Bonsignour   |      | Ailier    | 2011    |
| +008, | Maxence Degert       |      | Ailier    | 2010    |
| +024, | Nadir Aguini         |      | Ailier    | 2014    |
| +004, | Anthony Gambin       |      | Ailier    | 2014    |